# Баян, Олег Аршакович
Олег Аршакович Баян (24 сентября 1976, Ростов-на-Дону) — российский футболист, защитник, футбольный функционер.
Сын футбольного арбитра Аркадия (Аршака) Баяна. Значительную часть карьеры провёл в региональных российских соревнованиях, где выступал за клубы «Энергия»/«Энергия-НЭВЗ-ТМХ» Новочеркасск (1994—1995, 2007—2008), СКИФ Ростов-на-Дону (1995),
«Калитва» Белая Калитва (1996), «Темп»/«Темп-Виктория» Азов (1999—2000, 2001), «Диана» Отрадовка (2000), «Металлург» Таганрог (2002), «Прогресс» Каменск-Шахтинский (2002), «Прогресс» Ростов-на-Дону (2006), «МИТОС» Новочеркасск (2008), «Ингео» Шахты (2010, 2012), «Луч» Азов (2011).
Играл за клубы первого (2003, 2005) и второго (1997, 2004, 2008) дивизионов России «Спартак» Анапа (1997), «Факел-Воронеж» (2003), «Амур» Благовещенск (2004—2005), «Ника» Красный Сулин (2008), «Сочи-04» (2008).
В 1999 году провёл 12 матчей, забил один гол за «Коммунальник» Слоним, вышедший в том сезоне в высшую белорусскую лигу, а также выступал в чемпионате Словакии за БСК ЯАС Бардеёв, занявший последнее 14 место. В сезонах 2001—2002 играл в чемпионате Латвии за «Динабург» Даугавпилс, в 2006 — в чемпионате Казахстана за «Атырау».
С 2016 года — исполнительный директор в клубе «Чайка» Песчанокопское.